# Distretto di Antrim
Il distretto di Antrim era una delle suddivisioni amministrative dell'Irlanda del Nord, nel Regno Unito. Fu creato nel 1973 ed ottenne lo status di borough nel 1977. 
Prendeva il nome dal suo capoluogo, la città di Antrim, centro anche della precedente contea con lo stesso nome.
Comprendeva oltre al capoluogo le città di Toomebridge, Crumlin, Randalstown, Parkgate e Templepatrick.
A partire dal 1º aprile 2015 il distretto di Antrim è stato unito a quello di Newtownabbey per costituire il distretto di Antrim e Newtownabbey.